# Helloween
Helloween je nemška power metal skupina, ki so jo leta 1984 v Hamburgu ustanovili pevec in ritem kitarist Kai Hansen, basist Markus Grosskopf, glavni kitareist Michael Weikath ter bobnar Ingo Schwichtenberg. Veljajo za pionirje in tudi eno najuspešnejših skupin tega žanra. Njihov največji hit je pesem »I want out« z albuma Keeper of the seven keys: part 2 iz leta 1988.
Od začetka svojega delovanja so izdali petnajst studijskih albumov in nekaj albumov v živo ter EP-jev.
Njihov zaščitni znak je izrezljana buča, kakršne v ZDA izdelujejo za noč čarovnic. Tudi njihovo ime je skovanka iz besed »halloween« (noč čarovnic) in »hell« (pekel).